# 渡辺武 (言語学者)
渡辺 武（わたなべ たけし、1926年 - ）は、日本の言語学者、図書館短期大学名誉教授。
東京市神田区（現千代田区）生まれ。法政大学卒。コトバの会会員。日本ジャーナリスト専門学校講師をへて、図書館短期大学教授、1980年定年退官、名誉教授。主に話し方について教えた。

## 著書
- 『コトバの健康診断』石崎書店 1962
- 『スマートなスピーチ』明治書院 ビジネスマン"ことば"シリーズ 1971
- 『新しい会議の知恵 みんなで育てる話し合い』あゆみ出版 1974
- 『新しい文章の知恵 書くことであなたが伸びる』あゆみ出版 1974
- 『新しい話し方の知恵 話し上手は聞き上手』あゆみ出版 1975
- 『ナースの話し方教室』あゆみ出版 1983
- 『ナースの文章教室』あゆみ出版 1984
- 『あなたも発言しよう 投稿文の書き方』あゆみ出版 1992
- 『ベターナースの会話マニュアル』桐書房 1995

共編
- 『新・日本語講座 9 現代日本語の建設に苦労した人々』武藤辰男共編　汐文社 1975